# Sabatino de Ursis
Sabatino de Ursis SJ (ur. 1575 w Lecce, zm. 3 maja 1620 w Makau), znany także jako Xiong Sanba (chiń. 熊三拔) – włoski uczony, misjonarz i jezuita. Działał w Chinach jako misjonarz, oprócz tego zajmowała go praca naukowa, był zainteresowany zwłaszcza matematyką, astronomią i hydrauliką.

## Życiorys
Sabatino pochodził z bardzo znanej na południu Italii rodziny. Niewiele wiadomo o jego wczesnym życiu. Uczył się w Collegio Romano i w 1597 roku wstąpił do zakonu Jezuitów. W czasie pobierania nauk zainteresowały go misje prowadzone przez jezuitów na Dalekim Wschodzie. Początkowo planował udać się do Japonii, ale stało się to niemożliwe po tym, jak rządząca elita weszła w konflikt z japońskimi chrześcijanami. Sabatino nie porzucił jednak marzeń o wzięciu udziału w misji i zaraz po zakończeniu studiów teologicznych zaczął starać się o pozwolenie na wyjazd do Chin, które szybko otrzymał. Wyruszył z Europy 25 marca 1602 roku a do Chin, konkretnie do Makau, dotarł w 1603 roku. W 1606 roku przeniósł się do miasta Nanchang. Przebywał tam jednak krótko, gdyż w 1607 roku Matteo Ricci zaprosił go do Pekinu. Powodem, dla którego Ricci chciał, aby de Ursis przeniósł się do stolicy, była rozległa wiedza Sabatino w dziedzinie astronomii, matematyki i hydrauliki.
Po przybyciu do Pekinu Sabatino pomagał miejscowym jezuitom i Xu Guangqiemu w tłumaczeniu Elementów Euklidesa na język chiński. Poza tym napisał prace, które pozwoliły Chińczykom zaznajomić się z europejskimi osiągnięciami w dziedzinie farmacji i hydrauliki. Zaimponował dworowi cesarskiemu przewidując zaćmienie, którego nie przewidzieli chińscy astronomowie. Z tego powodu został, wraz z Diego de Pantoją, oddelegowany do prac nad reformą kalendarza. Pracy tej jednak nie dokończył, gdyż w 1616 roku stosunki między rządzącymi a misjonarzami znacznie się pogorszyły. W obawie przed represjami wielu jezuitów zdecydowało się na opuszczenie stolicy. Sabatino wraz z Pantoją przenieśli się w 1617 roku do Kantonu, a później powrócili do Makau.
W czasie pobytu w portugalskiej enklawie de Ursis wziął udział w debacie między misjonarzami, która dotyczyła tłumaczenia określeń chrześcijańskich na język chiński. Sabatino, podobnie jak Nicolò Longobardo, Francesco Pasio, João Rodrigues i wielu innych jezuitów, był zdania, iż pojęć religijnych nie należy tłumaczyć. Proponował on stosowanie łacińskich określeń teologicznych. Spór trwał kilkanaście lat i ostatecznie zakończył się zwycięstwem frakcji, która popierała inkulturację i chciała używać chińskich odpowiedników europejskich pojęć.